# العلاقات الباربادوسية الماليزية
العلاقات الباربادوسية الماليزية هي العلاقات الثنائية التي تجمع بين باربادوس وماليزيا.

## مقارنة بين البلدين
هذه مقارنة عامة ومرجعية للدولتين:
| وجه المقارنة                                              | باربادوس       | ماليزيا       |
| --------------------------------------------------------- | -------------- | ------------- |
| المساحة (كم2)                                             | 439            | 330.29 ألف    |
| عدد السكان (نسمة)                                         | 285.72 ألف     | 31.62 مليون   |
| الكثافة السكانية (ن./كم²)                                 | 65.08 ألف      | 95.73         |
| العاصمة                                                   | بريدج تاون     | كوالالمبور    |
| اللغة الرسمية                                             | لغة إنجليزية   | لغة ماليزية   |
| العملة                                                    | دولار بربادوسي | رينغيت ماليزي |
| الناتج المحلي الإجمالي (بليون دولار)                      | 4.80 مليار     | 314.50 مليار  |
| الناتج المحلي الإجمالي (تعادل القوة الشرائية) بليون دولار | 4.66 مليار     | 817.43 مليار  |
| الناتج المحلي الإجمالي الاسمي للفرد دولار أمريكي          | 15.43 ألف      | 9.77 ألف      |
| الناتج المحلي الإجمالي للفرد دولار أمريكي                 | 16.06 ألف      | 25.64 ألف     |
| مؤشر التنمية البشرية                                      | 0.795          | 0.779         |
| رمز المكالمات الدولي                                      | +1246          | +60           |
| رمز الإنترنت                                              | .bb            | .my           |
| المنطقة الزمنية                                           | 00             | ت ع م+08:00   |

## منظمات دولية مشتركة
يشترك البلدان في عضوية مجموعة من المنظمات الدولية، منها:
| علم المنظمة | اسم المنظمة                               | تاريخ انضمام باربادوس | تاريخ انضمام ماليزيا |
| ----------- | ----------------------------------------- | --------------------- | -------------------- |
|             | مؤسسة التنمية الدولية                     | 29 سبتمبر 1999        | 24 سبتمبر 1960       |
|             | يونسكو                                    | 24 أكتوبر 1968        | 16 يونيو 1958        |
|             | وكالة ضمان الاستثمار متعدد الأطراف        | 12 أبريل 1988         | 6 ديسمبر 1991        |
|             | الأمم المتحدة                             | 9 ديسمبر 1966         | 17 سبتمبر 1957       |
|             | دول الكومنولث                             | ?                     | ?                    |
|             | الاتحاد البريدي العالمي                   | ?                     | ?                    |
|             | البنك الدولي للإنشاء والتعمير             | 12 سبتمبر 1974        | 7 مارس 1958          |
|             | الاتحاد الدولي للاتصالات                  | 16 أغسطس 1967         | 3 فبراير 1958        |
|             | منظمة حظر الأسلحة الكيميائية              | ?                     | ?                    |
|             | مؤسسة التمويل الدولية                     | 25 يونيو 1980         | 20 مارس 1958         |
|             | المركز الدولي لتسوية المنازعات الاستشارية | 1 ديسمبر 1983         | 14 أكتوبر 1966       |
|             | منظمة التجارة العالمية                    | ?                     | ?                    |
|             | منظمة الشرطة الجنائية الدولية             | ?                     | ?                    |

## وصلات خارجية
- موقع وزارة الخارجية الباربادوسية
- موقع وزارة الخارجية الماليزية